# Dóra Lucz
Dóra Lucz (Budapest, 26 de septiembre de 1994) es una deportista húngara que compite en piragüismo en la modalidad de aguas tranquilas. Ganó cuatro medallas en el Campeonato Europeo de Piragüismo, en los años 2017 y 2021.

## Palmarés internacional
| Campeonato Europeo | Campeonato Europeo | Campeonato Europeo | Campeonato Europeo |
| Año                | Lugar              | Medalla            | Competición        |
| ------------------ | ------------------ | ------------------ | ------------------ |
| 2017               | Plovdiv (Bulgaria) | Medalla de oro     | K1 200 m           |
| 2017               | Plovdiv (Bulgaria) | Medalla de oro     | K4 500 m           |
| 2021               | Poznań (Polonia)   | Medalla de oro     | K4 500 m           |
| 2021               | Poznań (Polonia)   | Medalla de plata   | K1 200 m           |